# 种间竞争
在生物學中，種間競爭是指不同物種的個體在生態系中爭奪相同資源（例如食物或生存空間)。
另外，種間競爭並不是直接的互動。當兩個不同物種的個體在同一地區共享有限的資源時，就很有可能會發生種間競爭。另外，種間競爭多發生在物種繁殖力過強導致族群數量過多時，這是因為族群數量超過了環境之負荷量。

## 例子
1. 茂密森林中的樹木長得若比周圍的樹木高，可吸收到更多的陽光。然而，被高大樹木遮蔽的小樹，所獲得的陽光就會變少
2. 豹和獅子以相同的獵物為食，並且可能會因另一個物種的存在而受到負面的影響，如使它們的食物變少